# Tinerfe

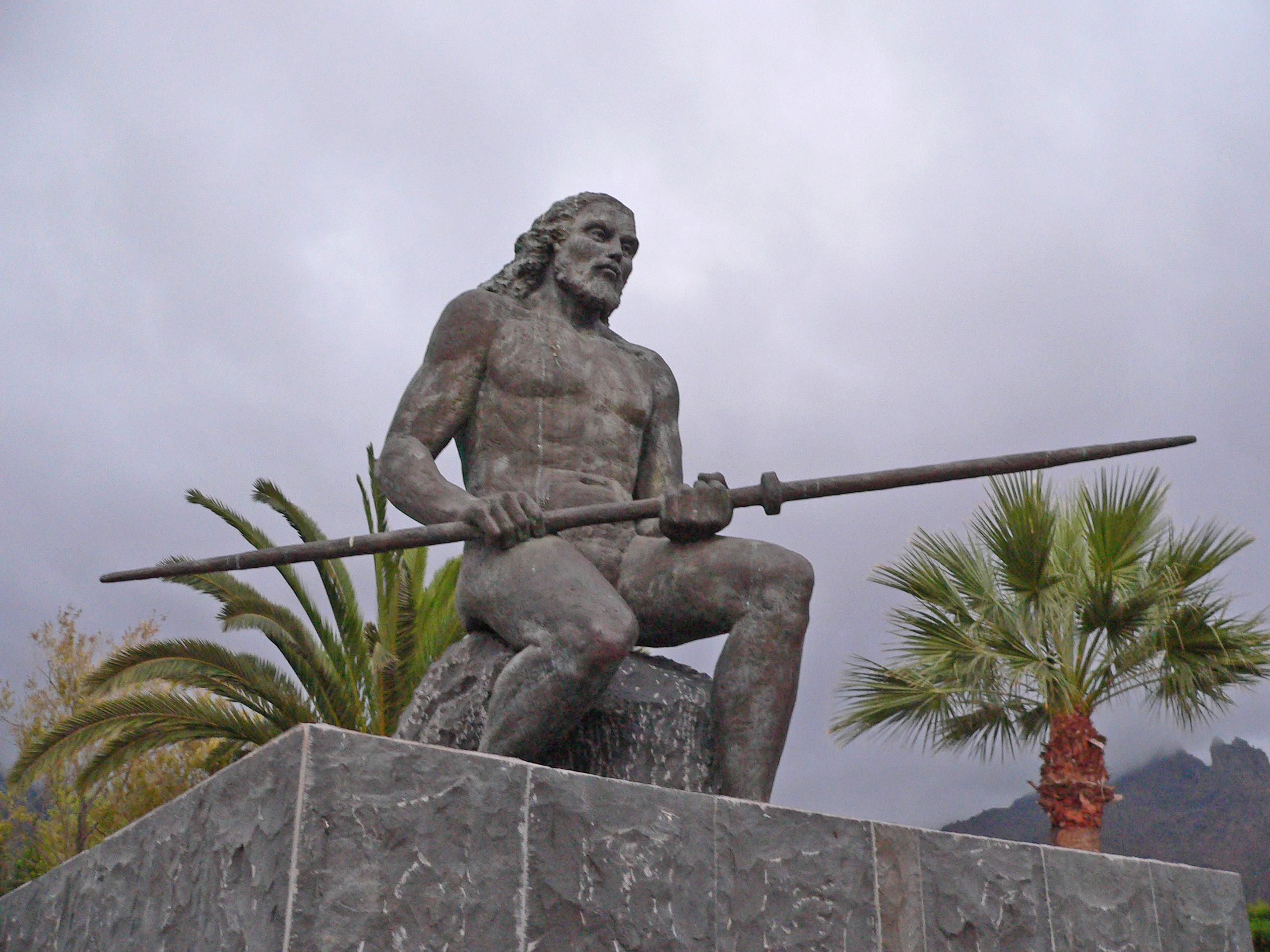
Statue von Tinerfe, el Grande, in Adeje

Tinerfe, auf Spanisch genannt El Grande, war ein Mencey (König) der Guanchen auf der Kanareninsel Teneriffa.
Er war Sohn des Menceyen Sunta, lebte im 14. Jahrhundert und herrschte von Adeje aus über die gesamte Insel. Nach seinem Tod wurde die Insel unter seinen neun Söhnen in neun Menceyatos aufgeteilt und später von den Spaniern erobert.
Verschiedenen Historikern zufolge leitet sich der Name Teneriffa von Tinerfe ab.